# Byłem niewolnikiem Hunów
Byłem niewolnikiem Hunów (węg. A láthatatlan ember) – napisana w 1902 r. węgierska powieść historyczna Gézy Gárdonyiego, której akcja toczy się pod koniec starożytności w latach 440-453 w Galii, państwie Hunów oraz w Konstantynopolu.
Autor powiązał w niej tradycje o huńskim rodowodzie Węgrów z nieco ubarwionymi faktami historycznymi. Postaciami historycznymi są m.in.  Attyla, jego żona Ildico i syn Ellak, król Gepidów – Ardaryk, historyk bizantyjski Priskos z Panion, tłumacz Vigilis, ojciec Romulusa Augustulusa – Orestes oraz ojciec Odoakra – Edicon.

## Treść
Książka ma formę pamiętnika. Główny bohater Teofil zwany Zetą zostaje sprzedany w wieku 12 lat przez ojca w niewolę z powodu biedy. Odkupiony od pierwszego właściciela (Maksiminosa) przez Priskosa zostaje jego sekretarzem, a po 8 latach sumiennej pracy wyzwolony. Mimo to postanawia nadal służyć historykowi tylko dobrowolnie, gdyż szczerze go kocha za okazaną mu dobroć. 
W 449 r. udaje się z nim w poselstwo do Attyli. W trakcie pobytu w kraju Hunów Zeta zakochuje się bez wzajemności w pięknej Hunce  - Emöke. Ucieka od Priskosa i zostaje dobrowolnie niewolnikiem huńskiego dostojnika, Czatha, ojca ukochanej dziewczyny. Liczy, że przez uzyskanie sławy wojennej, zdoła się wykupić z niewoli, zostać zaakceptowanym przez Hunów jako „swój” a w ostateczności poprosić o rękę Emöke. 
Podczas bitwy na Polach Katalaunijskich w 451 r., walczy dzielnie jako giermek Czatha, ale zarażony dżumą i ranny, zostaje opuszczony przez Hunów. Życie ratuje mu biskup Troyes Lupus, który myśli by chłopak przejął po nim godność biskupa. Zeta przy pierwszej nadarzającej się okazji powraca do kraju Hunów po półtorarocznej nieobecności. Czath nie zwraca mu jednak wolności za zasługi, lecz podarowuje go Attyli jako nowego sekretarza. Niebawem Attyla umiera nazajutrz po ślubie z nową żoną Ildico. Zeta podobnie jak inni słudzy chana, ma brać udział w pogrzebie w specjalnym przebraniu, ale Emöke prosi go by to ona mogła w tym ubiorze być na pogrzebie Attyli, a on ma na nią poczekać, na co bohater się zgadza. 
Pod koniec opowieści okazuje się, że ci specjalnie odziani słudzy władcy zostali z nim pogrzebani żywcem, a między Hunami doszło do walk z powodu sporów o następstwo tronu. W takiej sytuacji Zeta ucieka do Konstantynopola z poznaną podczas służby u Czathów niewolnicą Dżidżiją. Ostatecznie żeni się z Dżidżiją, zostaje cesarskim bibliotekarzem i spisuje pamiętniki o swym burzliwym życiu.